# Kozielsko
Kozielsko – wieś w Polsce położona w województwie wielkopolskim, w powiecie wągrowieckim, w gminie Damasławek. We wsi znajduje się kościół neogotycki pod wezwaniem św. Józefa wybudowany w latach 1867–1874. Na zachód od wsi położone jest Jezioro Stępuchowskie.
W latach 1975–1998 miejscowość administracyjnie należała do województwa pilskiego.